# АЕС Ціньшань
Атомна електростанція Ціньшань (кит.: 秦山核电站) це багатоблокова атомна електростанція в місті Ціньшань, округ Хайянь, Цзясін, провінція Чжецзян, Китай.

## Історія
Будівництво блоків включало три окремі етапи.
Черга IПередбачала будівництво лише маломасштабного (≈300 МВт) енергоблока-1, але це була перша в країні спроєктована та побудована атомна електростанція (95 відсотків компонентів виготовлено вітчизняними виробниками).
Черга IIНаступною серією реакторів були установки середньої потужності (≈600 МВт), але все ще китайської конструкції (CNP-600). Парогенератори були виготовлені Babcock & Wilcox з Кембриджа, Онтаріо, Канада.
Черга IIIБудівництво двох реакторів серії CANDU-6 потужністю 728 МВт (валової) конструкції CANDU, наданих компанією Atomic Energy of Canada Limited. Повідомлялося, що це було найбільше ділове підприємство між Канадою та Китаєм на той час. У 2001 році його відвідав прем'єр-міністр Канади Жан Кретьєн; обидва блоки ввели до експлуатації до 2003 року.
Хоча атомна електростанція Фанцзяшань технічно є окремою організацією від Ціньшань, Всесвітня ядерна асоціація вважає її по суті продовженням станції Ціньшань через їх близькість і той факт, що початкові два реактори, побудовані в Фанцзяшані, спочатку планувалося побудувати в Черзі IV Ціньшань (яка більше не планується).
У 2019 році Ціньшань 1 модернізовано та підвищено до 350 МВт (нетто) з початкової вихідної потужності 300 МВт.

## Інформація про реактори
| Блок           | Тип  | Модель  | Чиста потужність | Валова потужність | Термічна потужність | Початок будівництва | Перша критичність  | Підключення до мережі | Комерційна експлуатація | Зауваження |
| -------------- | ---- | ------- | ---------------- | ----------------- | ------------------- | ------------------- | ------------------ | --------------------- | ----------------------- | ---------- |
| Черга I        |      |         |                  |                   |                     |                     |                    |                       |                         |            |
| Ціньшань I     | PWR  | CNP-300 | 308 МВт          | 330 МВт           | 966 МВтt            | 20 березня, 1985    | 31 жовтня, 1991    | 15 грудня, 1991       | 1 квітня, 1994          | [ 8 ]      |
| Черга II       |      |         |                  |                   |                     |                     |                    |                       |                         |            |
| Ціньшань II-1  | PWR  | CNP-600 | 610 МВт          | 650 МВт           | 1930 МВтt           | 2 червня, 1996      | 15 листопада, 2001 | 6 лютого, 2002        | 15 квітня, 2002         | [ 9 ]      |
| Ціньшань II-2  | PWR  | CNP-600 | 610 МВт          | 650 МВт           | 1930 МВтt           | 1 квітня, 1997      | 25 лютого, 2004    | 11 березня, 2004      | 3 травня, 2004          | [ 10 ]     |
| Ціньшань II-3  | PWR  | CNP-600 | 619 МВт          | 660 МВт           | 1930 МВтt           | 28 квітня, 2006     | 13 липня, 2010     | 1 серпня, 2010        | 5 жовтня, 2010          | [ 11 ]     |
| Ціньшань II-4  | PWR  | CNP-600 | 619 МВт          | 660 МВт           | 1930 МВтt           | 28 січня, 2007      | 17 листопада, 2011 | 25 листопада, 2011    | 30 грудня, 2011         | [ 12 ]     |
| Черга III      |      |         |                  |                   |                     |                     |                    |                       |                         |            |
| Ціньшань III-1 | PHWR | CANDU-6 | 677 МВт          | 728 МВт           | 2064 МВтt           | 8 червня, 1998      | 21 вересня, 2002   | 19 листопада, 2002    | 31 грудня, 2002         | [ 3 ]      |
| Ціньшань III-2 | PHWR | CANDU-6 | 677 МВт          | 728 МВт           | 2064 МВтt           | 25 вересня, 1998    | 18 січня, 2003     | 12 червня, 2003       | 24 липня, 2003          | [ 4 ]      |